# Bulbophyllum
Bulbophyllum (em português: Bulbófilo) um género botânico pertencente à família das orquídeas (Orchidaceæ). Foi proposto por Thouars em Histoire Particulière des Plantes Orchidées Table 3 of the species of orchids, em 1822, ao transferir para este gênero uma espécie anteriormente por ele, a espécie tipo Phyllorkis nutans, atualmente Bulbophyllum nutans.

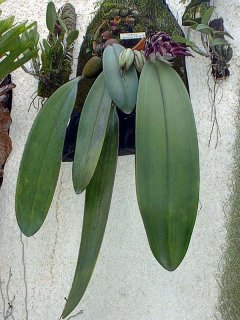
Bulbophyllum fletcherianum com flores e frutos. É uma planta epífita originária da Nova Guiné, muito conhecida pelo perfume nauseabundo que suas flores exalam e pelas folhas imensas que podem medir até um metro de comprimento. Observe o tamanho das Cattleya walkeriana ao seu lado.

É o mais vasto e um dos mais complexos gêneros dentre as orquídeas, com cerca de duas mil espécies bastante diversas, distribuídas pelos trópicos de todos os continentes com predominância nos sudestes da África e da Ásia. Somente na Nova Guiné ocorrem mais de quinhentas espécies.

## Etimologia
O nome do gênero  (Bulb.) procede da latinização das palavras  gregas: βολβος (bolbos), que significa "bulbo", "tubérculo", "raiz carnuda"; e φύλλον que significa "folha", aludindo à forma bulbosa das folhas da primeira planta descrita, que tem folhas bastante espessas.
Sinônimos :
- Anisopetalum Hook. 1825
- Bolbophyllaria Rchb.f. 1852
- Bolbophyllum Spreng. 1826
- Cochlia Blume 1825
- Didactyle Lindl. 1852
- Diphyes Blume 1825
- Ephippium Blume 1825
- Epicranthes Blume 1825
- Epicrianthes Blume 1828 |
- Gersinia Neraud. 1826
- Henosis Hook.f. 1890
- Katherinea A.D.Hawkes 1956
- Lyraea Lindl. 1830
- Macrolepis A.Rich. 1834
- Malachadenia Lindl. 1839
- Megaclinium Lindl. 1826
- Odontostyles Breda 1827

## Descrição
Poucas são as características comuns a todas as espécies do gênero. Apresentam crescimento simpodial e frequentementa apresentam rizoma bastante longo crescendo de forma desordenada com pseudobulbos bem espaçados, de modo que até que a planta forme uma touceira, seu aspecto é bastante desarrumado e muitas espécies apresentam crescimento cespitoso. Têm uma folha por pseudobulbo, raramente duas. Estas são coriáceas e possuem pecíolo evidente. As folhas variam de poucos centímetros até quase um metro de comprimento.
A inflorescência é produzida a partir de nós do rizoma ou da base do pseudobulbo, e pode conter desde uma flor solitária, até dezenas de flores dispostas de maneiras variadas. Algumas nascem formando uma coroa ou estrela, outras formam uma umbela ou corimbo, ou podem nascer enfileiradas e paralelas. As flores também variam de poucos milímetros até cerca de 30 cm de comprimento.
Normalmente o labelo dessas plantas é bem colorido e imita insetos da região em que ocorrem. Na maioria das espécies a base do labelo é apenas levemente presa ao resto da flor de modo que podem mover-se com a mais leve brisa, assim atraindo insetos polinizadores. Algumas são perfumadas e outras produzem cheiro bastante repulsivo aos seres humanos, que pode assemelhar-se ao de carniça. As sépalas podem ser mais ou menos concrescidas e consideravelmente mais largas que as pétalas e o labelo.

## Cultivo
Cultivam-se das maneiras mais variadas conforme seu local de origem. De modo geral os Bulbophyllum asiáticos e africanos são plantas fáceis de manter, que gostam de bastante claridade, calor e muita umidade, mas não toleram o sol pleno, em poucos anos formando grandes touceiras. Já algumas das espécies brasileiras podem ser consideradas de cultivo dificílimo. Muitas são rupícolas e gostam de bastante sol, e mesmo sol pleno com pouca umidade do ar. Outras provém de florestas e apreciam mais umidade e menos sol.

## Divisão subgenérica
Desde a criação do gênero há controvérsias sobre a inclusão dos gêneros Cirrhopetalum e Megaclinium, bem como uma série de outros posteriormente propostos, como parte de Bulbophyllum. Além disso não há concordância sobre onde deve ocorrer a separação e quais espécies deverão ser incluídas em cada um deles. A filogenia de Bulbophyllum está sendo analisada.
Devido à sua complexidade o gênero está atualmente dividido em muitos subgêneros e quase cinquenta secções. Para o Brasil há cerca de sessenta espécies descritas, todas pequenas e pouco ornamentais, as quais pertencem a apenas quatro ou cinco dessas secções.